# Punta Galera
Punta Galera je mys na západním pobřeží Jižní Ameriky v regionu Los Ríos v Chile. Mys vyčnívá do Tichého oceánu na 40. rovnoběžce. 
Mysu si poprvé všimla výprava Juana Bautisty Pasteneho v roce 1544. Název Punta Galera mu dal objevitel Juan Ladrillero v roce 1557. Místní Mapučové nazývali mys vuchuchén, což znamená „místo cestovatelů“.
V oblasti mysu se mimo jiné nachází maják vysoký 52 metrů, který byl postaven v roce 1875.